# 張象乾 (正藍旗)
張象乾（？—？），正蓝旗人，清朝政治人物。岁贡出身。
康熙三十九年（1700年），擔任清朝廣州府南海縣知縣。后由佟錕接任。